# Плахов, Александр Павлович
Александр Павлович Плахов (1928 — 2000) — сборщик-сварщик, Герой Социалистического Труда (1962).

## Биография
Александр Плахов родился 30 ноября 1928 года в Таганроге. С 1953 года работал в трубном цехе завода «Красный котельщик», был трубогибщиком, правщиком спиралей, слесарем, сварщиком-сборщиком. Окончил школу рабочей молодёжи и машиностроительный техникум.
За смену Плахов вырабатывал по 2,5-3 нормы по правке и сборке деталей сосудов. Позднее Плахов стал бригадиром сборщиком трубного цеха № 1.
Указом Президиума Верховного Совета СССР от 20 сентября 1962 года за «выдающиеся производственные успехи, достигнутые в области сооружения тепловых электростанций, производстве и освоении новых энергетических агрегатов» Александр Плахов был удостоен высокого звания Героя Социалистического Труда с вручением ордена Ленина и медали «Серп и Молот».
Проживал в Таганроге. Скончался 2 сентября 2000 года, похоронен на Новом кладбище Таганрога.
Был также награждён рядом медалей.